# Кулле, Сергей Леонидович
Сергей Леонидович Кулле (29 февраля 1936 — 28 октября 1984) — русский советский прозаик и поэт.

## Биография
Родился в Ленинграде. Закончил 222-ю школу (бывшая Петришуле) вместе с будущими литераторами Львом Лосевым, Борисом Парамоновым и Анатолием Найманом. Окончил отделение журналистики филологического факультета Ленинградского университета. После окончания ЛГУ жил в Ленинграде, практически всю жизнь проработал[кем?] в многотиражной газете «Кадры приборостроению». Умер в 48-летнем возрасте. При жизни стихов практически не публиковал.
Входил в состав неофициальной поэтической группы «УВЕК» (Уфлянд — Виноградов — Ерёмин — Кулле). Первый сборник стихов Кулле, подготовленный Уфляндом, вышел в 2001 году, посмертные публикации появлялись также в журналах «Литературное обозрение», «Аврора», «Арион», антологиях «Поздние петербуржцы» и «Самиздат века». В 2021 году вышла книга «Так и всё относительно в мире», в которую вошли основной корпус стихотворений Кулле, подготовленный автором, и некоторые другие его стихотворные и прозаические тексты.
Критика 1990—2000-х годов высоко оценивает поэзию Сергея Кулле. По мнению Ивана Ахметьева:

Вероятно, со временем творчество Кулле будет рассмотрено в контексте развития русского свободного стиха. И в этом смысле он, по нашему убеждению, одна из центральных фигур.— 
Эту же мысль развивает Михаил Айзенберг:

Для точного сочетания напряженности и легкости необходим особый поэтический темперамент, им и обладал Сергей Кулле. Его верлибр заразительно естественен. Стихи Кулле как будто и не собирались быть именно верлибром, просто оказались им по каким-то своим причинам. <…> Они открыты, удивительно внятны, и их внятность становится эстетическим качеством. Эти вещи почти невозможно цитировать кусками, фрагментами, как невозможно предъявить часть мысли. Но это не означает, что стихи не написаны, а придуманы. Просто художественная логика, которой они следуют, имеет своим образцом ясную и изящную мыслительную операцию. Есть какая-то загадка в том, как Кулле удается избежать неизбежного, казалось бы, однообразия повествовательного ритма. Можно отметить резкие интонационные перепады, изобретательную иронию — но только как дополнительные условия. Главное все-таки в полной естественности речевого движения. В абсолютном совпадении образа мысли и способа речи.— 
Похоронен на Серафимовском кладбище Санкт-Петербурга.